# طراد الفايز
طراد مثقال الفايز (31 كانون الأول 1937 - 11 أيلول 2024 م) هو سياسي أردني وُلد في عمّان في الأردن. وكان وزيرًا للزراعة، وسفيرًا للأردن في عدة دول، وعُضوًا في مجلس الأعيان الأردني.

## الحياة المبكرة والحياة الشخصية
وُلد الفايز في عمان عام 1937 من الشيخ مثقال الفايز وعدول الخير. تخرج من جامعة أوكلاهوما في عام 1965 بدرجة البكالوريوس في العلوم السياسية. في عام 1967، وبعد الهزيمة العربية في حرب الأيام الستة، وُطّن موجة من اللاجئين الفلسطينيين من الضفة الغربية في الأردن، وقام طراد، إلى جانب شقيقيه عاكف وطلال، بالتبرع بـ 130 ألف متر مربع من الأراضي في المركز الحضري الرئيس في الجيزة لاستضافة اللاجئين حيث يقع مخيم الطالبية اليوم. كان طراد هو الابن الوحيد الباقي على قيد الحياة لمثقال، وتوفي في ليلة الحادي عشر من أيلول عام 2024 م. أُقيمَت جنازة استمرت ثلاثة أيام في ديوان مثقال باشا الفايز، وحضرها مجموعة واسعة من كبار الشخصيات والملوك من مختلف أنحاء العالم العربي.

## المسيرة السياسية
- وزير الزراعة الأردني، 2002-2003 [6]
- عضو مجلس الأعيان الأردني 2001-2003 [7]
- عضو مجلس الأعيان الأردني 2003-2005
- السفير الأردني في مصر، 1998 [8]
- المندوب الدائم للأردن لدى جامعة الدول العربية، 1998 [4]
- السفير الأردني في قطر، 1993-1997
- السفير الأردني في لبنان، 1997-1998
- أمين عام وزارة الإعلام، 1988
- مستشار إعلامي لرئيس الوزراء، 1986-1988

## الأوسمة

### وطنية
- الأردن:
  -  وسام الكوكب الأردني
  - وسام الاستقلال الأردني

### عربية
- قطر:
  - وسام الاستقلال القطري

## طالع أيضًا
- مثقال الفايز
- الفايز